# Hương Phú
Hương Phú là một xã thuộc huyện Phú Lộc, thành phố Huế, Việt Nam.

## Địa lý
Xã Hương Phú có diện tích 79,51 km², dân số năm 1999 là 2.836 người, mật độ dân số đạt 36 người/km².

## Hành chính
Xã Hương Phú được chia thành 8 thôn: Đa Phú, Hà An, Ka Tư, Phú Hòa, Phú Mậu, Phú Nam, Thanh An, Xuân Phú.

## Lịch sử
Ngày 20 tháng 9 năm 1975, Bộ Chính trị Trung ương Đảng ban hành Nghị quyết số 245/NQ-TW về việc thành lập tỉnh Bình Trị Thiên trên cơ sở ba tỉnh Quảng Bình, Quảng Trị, Thừa Thiên và khu vực Vĩnh Linh. Khi đó, xã Hương Phú thuộc huyện Nam Đông, tỉnh Bình Trị Thiên.
Ngày 11 tháng 3 năm 1977, Hội đồng Chính phủ ban hành Quyết định số 62-CP về việc sáp nhập huyện Nam Đông vào huyện Phú Lộc. Khi đó, xã Hương Phú thuộc huyện Phú Lộc.
Ngày 30 tháng 6 năm 1989, Quốc hội ban hành Nghị quyết về việc chia tỉnh Bình Trị Thiên thành tỉnh Quảng Bình, tỉnh Quảng Trị và tỉnh Thừa Thiên Huế. Theo đó, xã Hương Phú thuộc huyện Phú Lộc, tỉnh Thừa Thiên Huế.
Ngày 29 tháng 9 năm 1990, Hội đồng Bộ trưởng ban hành Quyết định số 345-HĐBT về việc chia huyện Phú Lộc thành huyện Nam Đông và huyện Phú Lộc. Khi đó, xã Hương Phú thuộc huyện Nam Đông.
Ngày 30 tháng 11 năm 2024:
- Quốc hội ban hành Nghị quyết số 175/2024/QH15[8] về việc thành lập thành phố Huế trực thuộc trung ương trên cơ sở toàn bộ diện tích và dân số tỉnh Thừa Thiên Huế.
- Ủy ban Thường vụ Quốc hội ban hành Nghị quyết số 1314/NQ-UBTVQH15[9] về việc sắp xếp đơn vị hành chính cấp huyện, cấp xã của thành phố Huế giai đoạn 2023 – 2025 (nghị quyết có hiệu lực từ ngày 1 tháng 1 năm 2025). Theo đó, sáp nhập huyện Nam Đông vào huyện Phú Lộc. Khi đó, xã Hương Phú thuộc huyện Phú Lộc, thành phố Huế.